# Christoph Wilhelm Friedrich Penzenkuffer
Christoph Wilhelm Friedrich Penzenkuffer auch Christian Wilhelm Friedrich Penzenkuffer (* 25. Januar 1768 in Nürnberg; † 25. Oktober 1828 ebenda) war ein deutscher Pädagoge und Sprachforscher.

## Leben
Christoph Wilhelm Friedrich Penzenkuffer wurde als Sohn des Friedrich Ludwig Penzenkuffer (* 1735; † 1811), Rechtskonsulent und Assessor am Appellations- und Banco-Gericht in Nürnberg, geboren. Er hatte acht Geschwister.
Er besuchte acht Jahre das Gymnasium (heute: Melanchthon-Gymnasium Nürnberg) in Nürnberg und verließ dieses 1787. Anschließend besuchte er bei Rektor Georg Thomas Serz (1735–1803) ein Jahr lang die oberste Klasse der Lateinschule der St.-Lorenz-Kirche in Nürnberg.
1787 besuchte er die Universität Altdorf und absolvierte ein Studium der Theologie und der orientalischen Sprachen. 1791 übernahm er anschließend eine Hofmeisterstelle in Reicheneck bei dem Landpfleger Friedrich Carl Christoph von Scheurl (1752–1838). Obwohl sich sein Gesundheitszustand nicht besserte, beschloss er noch im gleichen Jahr nach Nürnberg zurückzukehren.
In Vorbereitung auf die Hofmeisterstelle hatte er intensiv die englische Sprache studiert und nun dienten ihm seine Sprachkenntnisse als Mittel, um seinen Lebensunterhalt zu bestreiten, indem er Privatunterricht erteilte. Zusätzlich übernahm er Korrekturarbeiten für Buchhändler, schrieb Rezensionen für mehrere Literaturzeitungen und arbeitete eigene Veröffentlichungen aus. Außer der englischen hatte er auch begonnen, die spanische, italienische und französische Sprache zu erlernen.
1796 bat er um die Genehmigung, den Abiturienten vorbereitende theologische Vorlesungen am Gymnasium halten zu dürfen, wozu allerdings die Stadt Nürnberg keine finanziellen Mittel hatte. Jedoch erhielt er den Titel eines Professors, der auch später durch die königlich-bayerische Regierung bestätigt wurde.
In der Zeit nach der Rückkehr nach Nürnberg schuf er bis 1809 seine bedeutendsten linguistischen Arbeiten. Aufgrund des Umfanges und der Gründlichkeit der Kenntnisse in diesen Werken erhielt er von der Universität Altdorf das Angebot, dort die Stelle eines Lehrers der französischen, italienischen und englischen Sprache zu übernehmen. Dies wurde jedoch durch die Aufhebung der Universität zunichtegemacht.
Als die bayerische Regierung 1806 die Stadt Nürnberg zugesprochen bekam, erhielt das dortige Gymnasium eine neue Organisation und Christoph Wilhelm Friedrich Penzenkuffer wurde als ordentlicher Lehrer der französischen Sprache eingestellt. Dort erhielt er auch den Auftrag, eine französische Sprachlehre für alle bayerischen Gymnasien zu erstellen.
Nachdem er 1824 aus seinem Lehramt ausgeschieden war, setzte er seine Studien und schriftstellerischen Tätigkeiten bis zu seinem Tod fort.

## Freimaurer
Er war Almosenier und Meister vom Stuhl in der Freimaurerloge Joseph zur Einigkeit in Nürnberg, bis er 1804 als Staatsdiener gesetzlich zum Austritt verpflichtet war.

## Schriften
- Neue Beiträge zur Erklärung der wichtigsten biblischen Stellen in welchen das pneuma hagion vorkommt: mit Rücksicht auf die kleine Schrift Hezel's über Geist und Fleisch etc. Nürnberg, 1796.
- Georg Michael Eisenbach; Christoph Wilhelm Friedrich Penzenkuffer: Missions-Geschäft des Dalai-Lama oder C.V. F. Penzenkuffers Neue Beyträge zur transcendental-idealisch-synthetisch-pädagogisch-philosophisch-moralisch-kritisch-theologisch- und talmudischen Erklärung der wichtigsten biblischen Stellen mit hypermeta-physisch-didaktisch-misantropischen progressiven und retrogressiven Spekulationen und Abstraktionen nach Kantischen Prinzipien. Nürnberg, 1798.
- Kurze Anleitung zur deutschen Stenographie oder Kurzschreibkunst: Mit zwei Kupfertafeln. Nürnberg Bieling 1798.
- Giovanni Boccaccio; Christian Wilhelm Friedrich Penzenkuffer: Raccolta delle più eleganti, e delle più interessanti Novelle di Giovanni Boccaccio Aggiuntevi molte annotazioni tedesche, tra istoriche, e grammaticali, utili alli studiosi Giovani della lingua italiana = Sammlung der schönsten und unterhaltendsten Novellen des Johann Boccaccio. Zum Nuzen junger Freunde der italiänischen Sprache mit vielen theils historischen, theils grammaticalischen Anmerkungen versehen. Nürnberg Bieling Halle, Saale Universitäts- und Landesbibliothek Sachsen-Anhalt 1798.
- Jean-Baptiste-Antoine Suard; Pierre-Louis Ginguené; C  W  Z Penzenkuffer; Aubert.; Jean François de La Harpe; Charles-Joseph Panckoucke: Neue „Grammaire raisonnée“ zum Gebrauche für eine junge Person, herausgegeben von Laharpe, Suard, Ginguené, Aubert und andern (Charles Panckoucke) Nach der zweiten Ausgabe übersetzt und bereichert von C.W.F. Penzenkuffer. Nürnberg: In der Raspeschen Buchhandlung, 1798.
- Etwas von dem Herrn Professor Fichte und für Ihn, Teil 1–2. Baireuth: Lübeck, 1799–1800.
- Elementargrundsätze der französischen Sprache. Baireuth: Lübeck, (1804)
- Vertheidigung der in dem obersten Staatszwecke begründeten Rechte und Ansprüche der gelehrten Schullehrer meines Vaterlandes. Nürnberg: Sixtus, 1805.
- Domenico Antonio Filippi; Christian Wilhelm Friedrich Penzenkuffer: Italiänische- praktisch- theoretische Sprachlehre für Teutsche. Nürnberg: Zeh, 1807.
- Französischer Vorbereitungs-Cursus für die ersten Anfänger im Uebersezen. Nürnberg: Verf., 1810.
- Fichte's Geist des evangelischen Christenthums: oder übereinstimmende moralische Grundsätze Jesu und der Apostel. Leipzig, 1813.
- Battista Guarini; Christian Friedrich Wilhelm Penzenkuffer: Il pastor fido; tragicommedia pastorale : mit vielen Sach- und Spracherklärungen, auch erläuternden Parallelstellen aus italiänischen und Profan-Schriftstellern. Erlangen: Heyder, 1813.
- Vollständiges Schema der italienischen Declinationen und Conjugationen. Nürnberg: Riegel u. Wiesner, 1816.
- Italienischer Vorbereitungs Cursus. Nürnberg, 1816.
- Beitrag zur endlichen festen Bestimmung des Rechts-Verhältnißes zwischen Autor und Verleger. Nürnberg: Verf, 1823.
- Nöthige Ergänzungen zu meinem, das schriftstellerische Rechtsverhältniß betreffenden, Beitrage. Nürnberg: Stein in Comm., 1824.
- Geschichte meiner jüngsten schriftstellerischen Vertrags-Verhältnisse. Nürnberg: Verf., 1825.
- Nuovo dizionario italiano-tedesco. Norimberga: Lotzbeck, 1848.